# Vankleek Hill
Vankleek Hill är en ort i Kanada.   Den ligger i provinsen Ontario, i den sydöstra delen av landet, 80 km öster om huvudstaden Ottawa. Vankleek Hill ligger 111 meter över havet och antalet invånare är 1 996.
Terrängen runt Vankleek Hill är huvudsakligen platt. Vankleek Hill ligger uppe på en höjd. Närmaste större samhälle är Hawkesbury, 9,6 km norr om Vankleek Hill. 
Trakten runt Vankleek Hill består till största delen av jordbruksmark. Runt Vankleek Hill är det glesbefolkat, med 9 invånare per kvadratkilometer.